# 圣雅各伯主教座堂 (里加)
里加圣雅各伯主教座堂是拉脱维亚首都里加的罗马天主教主教座堂，主保圣人是圣雅各伯。15世纪初，在早期哥特式教堂的南端兴建了圣十字礼拜堂。1901年，古老的巴洛克祭坛（1680年）被更新。
在里加另有两座主教座堂，即信義會的里加主教座堂和正教會的圣诞主教座堂。

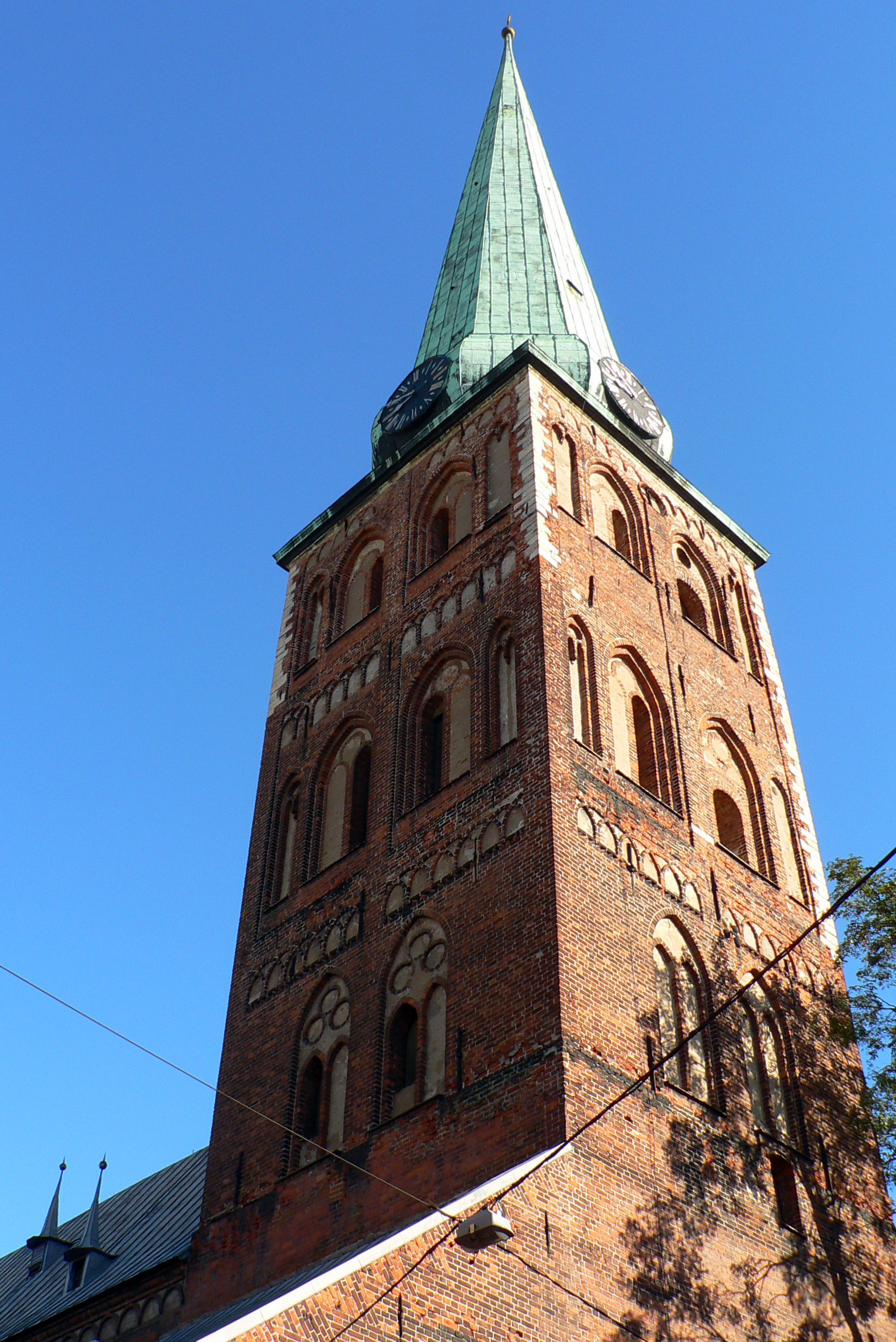
钟楼
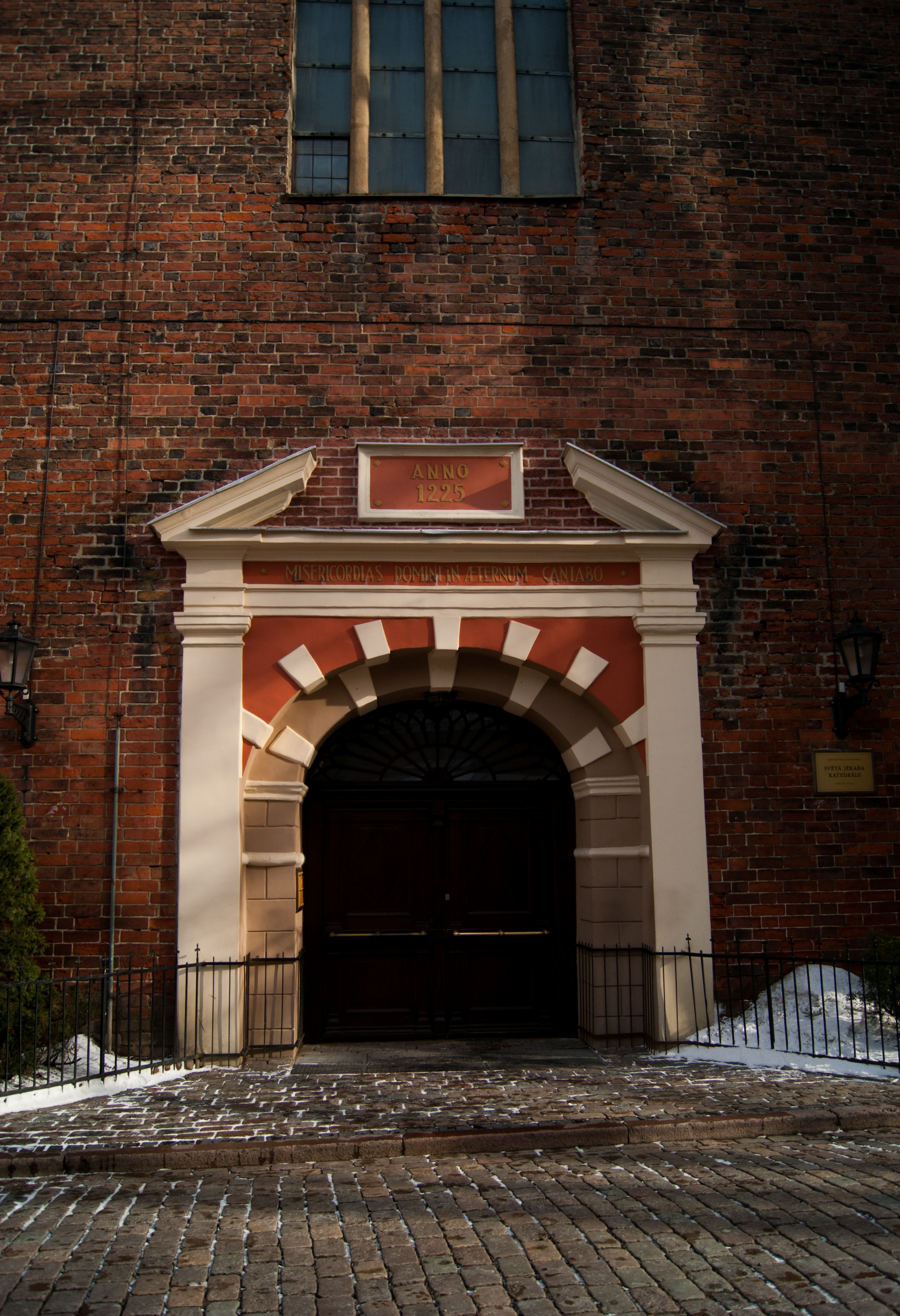
正门
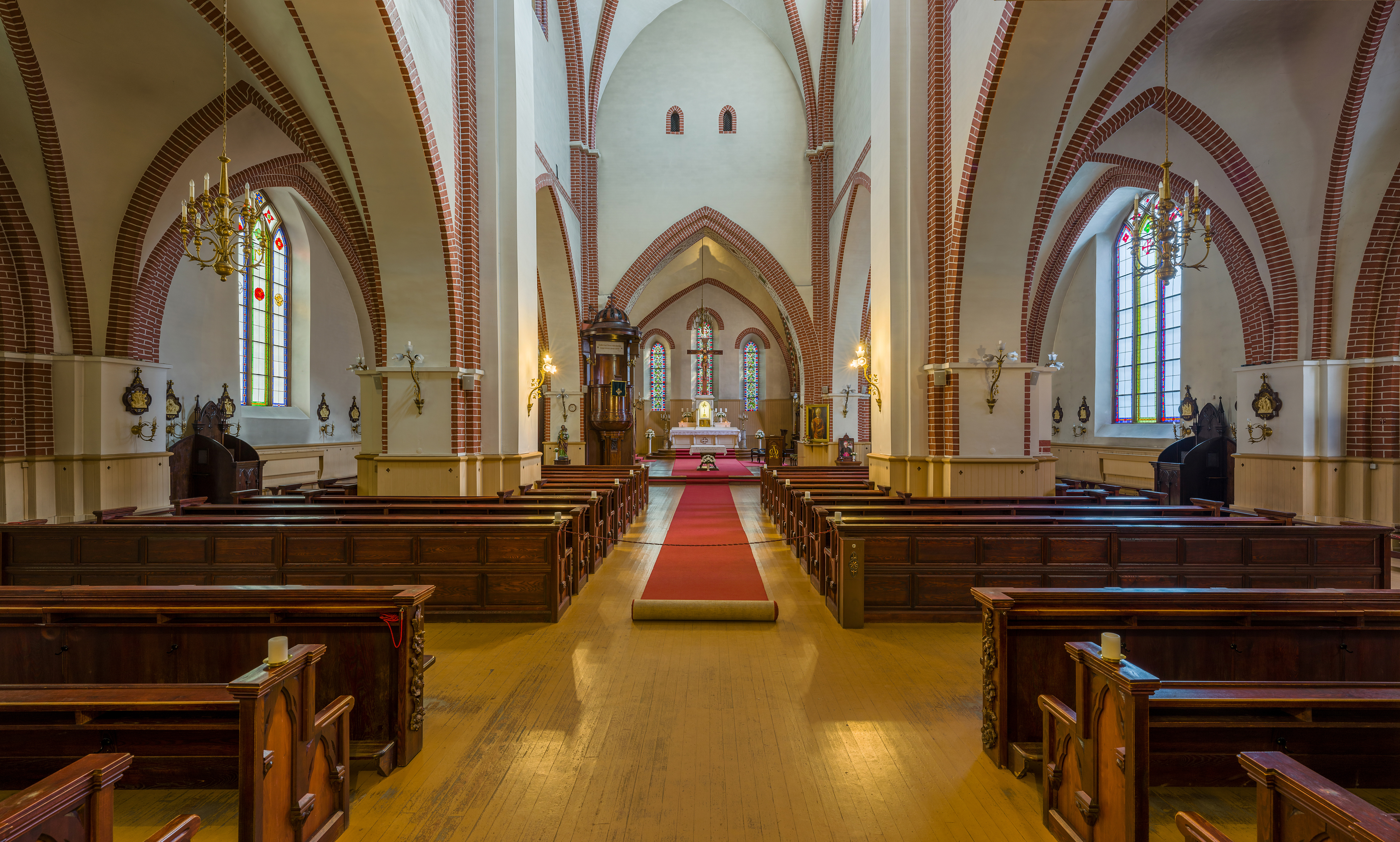
教堂内景
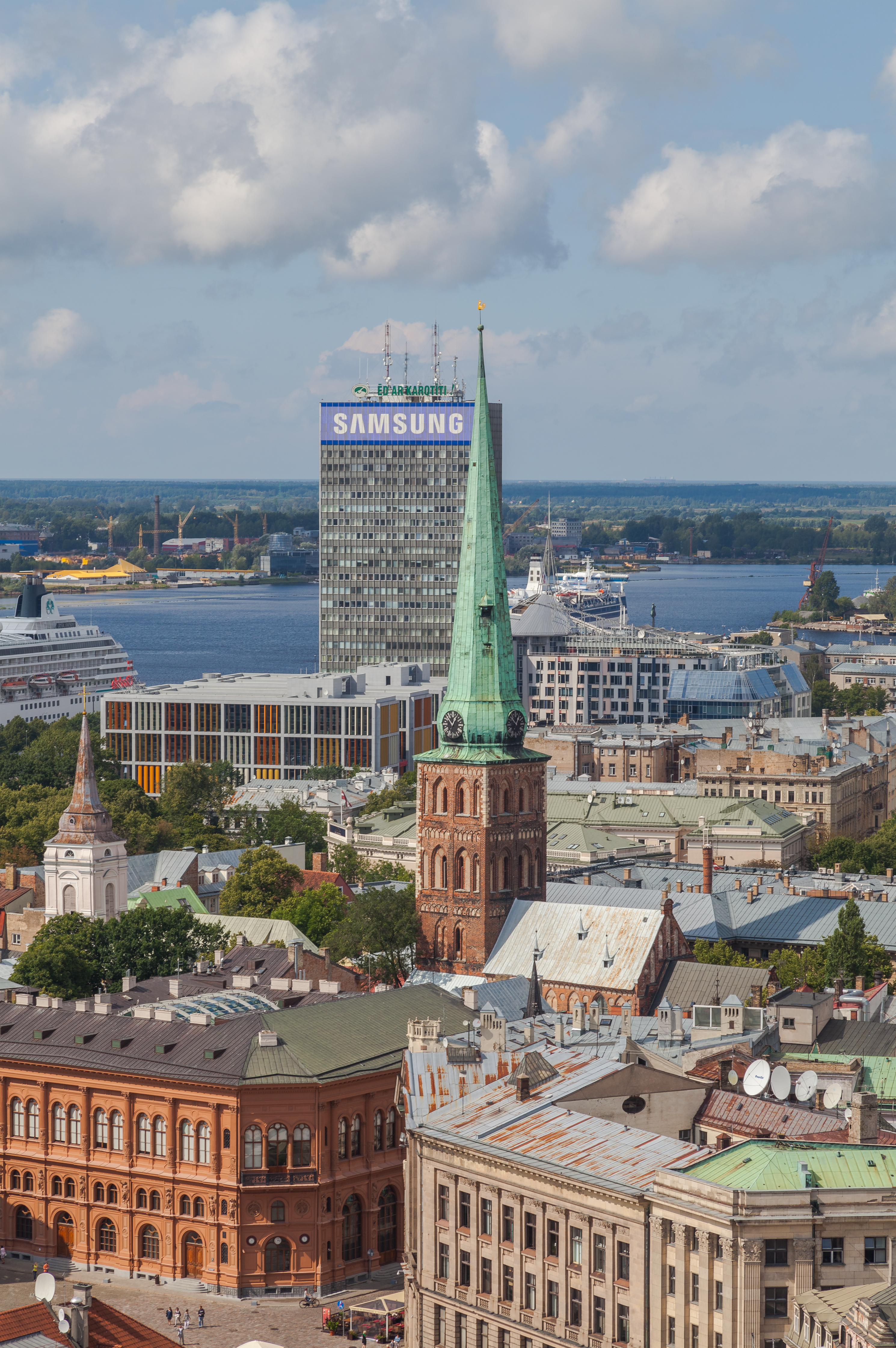
从圣彼得教堂远眺